# NGC 335
NGC 335 là một thiên hà xoắn ốc trong chòm sao Kình Ngư. Nó được phát hiện vào ngày 9 tháng 10 năm 1885 bởi Francis Leavenworth. Nó được Dreyer mô tả là "rất mờ, khá nhỏ, mở rộng, giữa sáng hơn".